# ツアー・オブ・スロベニア
ツアー・オブ・スロベニア（Tour of Slovenia（英語））、または、ツール・ド・スロヴェニ（Tour de Slovénie（フランス語））は、例年6月中旬、スロベニアで開催される、自転車競技、ロードレースにおける、ステージレース。
2018年まではUCIヨーロッパツアー2.1。2019年に2.HCに昇格。2020年からUCIプロシリーズに昇格。
なお、スロベニア語表記では、Dirka po Slovenijiとなる。

## 歴代優勝者
| 年   | 優勝者                             |
| ---- | ---------------------------------- |
| 1993 | ボリス・プレムジツ                 |
| 1994 | トービアス・シュタインハウザー     |
| 1995 | ヴァルテル・ボンチャ               |
| 1996 | ロレンツォ・ディ・シルヴェストロ   |
| 1998 | ブラコ・フィリップ                 |
| 1999 | ティモシー・デヴィッド・ジョーンズ |
| 2000 | マルティン・デルガンツ             |
| 2001 | ファート・ザキロフ                 |
| 2002 | エフゲニー・ペトロフ               |
| 2003 | ミトヤ・マホリチュ                 |
| 2004 | ミトヤ・マホリチュ                 |
| 2005 | プジェムィスワフ・ニエミエツ       |
| 2006 | トマシュ・ノセ                     |
| 2007 | トマシュ・ノセ                     |
| 2008 | ユーレ・ゴルチェル                 |
| 2009 | ヤコブ・フグルサング               |
| 2010 | ヴィンチェンツォ・ニバリ           |

| 年   | 優勝者                                                     |
| ---- | ---------------------------------------------------------- |
| 2011 | ディエゴ・ウリッシ                                         |
| 2012 | ヤネス・ブライコヴィッチ                                   |
| 2013 | ラドスラフ・ロギナ                                         |
| 2014 | ティアゴ・マシャド                                         |
| 2015 | プリモシュ・ログリッチ                                     |
| 2016 | レイン・ターラミャエ                                       |
| 2017 | ラファウ・マイカ                                           |
| 2018 | プリモシュ・ログリッチ                                     |
| 2019 | ディエゴ・ウリッシ                                         |
| 2020 | 新型コロナウイルス感染症の世界的流行 (2019年-)により未開催 |
| 2021 | タデイ・ポガチャル                                         |
| 2022 | タデイ・ポガチャル                                         |
| 2023 | フィリッポ・ザナ                                           |
| 2024 | ジョヴァンニ・アレオッティ                                 |
| 2025 | アンネシュハラン・ヨハンネセン                             |

## 各賞とリーダージャージ
- 総合優勝： 緑色のジャージ
- ポイント賞： 赤色のジャージ
- 山岳賞： 青色のジャージ
- ヤングライダー賞： 白色のジャージ